# Aldrin Salamanca
Aldrin Salamanca (Santa Ana del Táchira, 6 de abril de 1972) es un ciclista profesional venezolano, compitió entre los años 1998 y 2008.

## Palmarés
1999
- 1º en Campeonato de Venezuela de Ciclismo en Ruta  Venezuela
- 1º en 4ª etapa Vuelta al Táchira  Venezuela
- 1º en 10.ª etapa Vuelta al Táchira  Venezuela
- 1º en Clasificación General Vuelta al Táchira  Venezuela

2001
- 1º en 3ª etapa Doble Copacabana Grand Prix Fides, Copacabana  Bolivia

2003
- 1º en 10.ª etapa Vuelta al Táchira  Venezuela

## Equipos
- 1999  Lotería del Táchira
- 2009  Kino Táchira